# Remo Fischer
Remo Fischer (* 13. August 1981 in Bäretswil) ist ein ehemaliger Schweizer Skilangläufer.

## Leben und Karriere
Fischer begann im Alter von neun Jahren mit dem Skilanglauf und nahm 2000 das erste Mal an einer Juniorenweltmeisterschaft teil. Sein bestes Resultat erzielte er in Štrbské Pleso, als er über 10 km Freistil beim Sieg des Deutschen Ron Spanuth den 28. Rang belegte. Ein Jahr später startete er bei den Juniorenweltmeisterschaften im polnischen Karpacz. Sein bestes Resultet war der 17. Platz über die 30 km Freistil, die im Massenstart ausgetragen wurden.
In der Saison 2002/03 wurde Remo Fischer erstmals im Skilanglauf-Weltcup eingesetzt. Bei seinem Debüt erreichte er in Davos den 80. Platz unter 94 Athleten über die Strecke von 15 km Freistil. Als er in der Saison 2004/05 erneut eine Chance im Weltcup erhielt, konnte er in Ramsau mit Platz 23 über 30 km Verfolgung seine ersten Weltcuppunkte erkämpfen. Dieses Resultat sicherte ihm einen Startplatz in der schweizerischen Nationalmannschaft bei der Nordischen Skiweltmeisterschaft 2005 in Oberstdorf. Dort belegte er im Verfolgungswettbewerb den 46. Rang, über die 15 km Freistil den 16. Rang und mit der Staffel den 15. Rang.
Bei den Olympischen Winterspielen 2006 in Turin schaffte es Fischer auf den 21. Platz über 50 km Freistil und auf den 36. Platz im Verfolgungswettbewerb. Mit der schweizerischen Staffel platzierte er sich auf dem siebten Platz. Einen Achtungserfolg erzielte er in der darauffolgenden Saison 2006/07, als er im heimischen Davos mit Platz fünf über 15 km Freistil erstmals unter die Top Ten in einem Weltcupwettbewerb vorstossen konnte. Es glückte ihm allerdings nicht, dieses Resultat bei der Nordischen Skiweltmeisterschaft 2007 in Sapporo zu bestätigen. Über die gleiche Distanz resultierte nur der 46. Platz. In der Saison 2007/08 gelang Remo Fischer erstmals der Sprung auf das Podest bei einem Weltcupwettbewerb. In Oslo belegte er über die 50 km Freistil hinter dem Schweden Anders Södergren und dem Tschechen Lukáš Bauer den dritten Platz. Auch im russischen Rybinsk konnte er mit Platz sieben über die 30 km Freistil in die Top Ten vorstossen.
In der Saison 2008/09 konnte er den Schweizer-Meister-Titel über 15 km Freistil sowie die Silbermedaille in der Verfolgung über 20 km gewinnen. International war der 19. Rang über 50 km Freistil anlässlich der Nordischen Skiweltmeisterschaft 2009 in Liberec sein wertvollstes Resultat. An den Olympischen Winterspielen 2010 in Vancouver lief er über 15 km Freistil auf den 15. Rang. Während der Weltcup-Saison 2009/10 konnte er mit dem 10. Rang über dieselbe Distanz anlässlich der Wettkämpfe in Beitostølen erneut eine Top-Ten-Rangierung erreichen. Im Februar 2010 war er Mitglied der 4 × 10-km-Staffel, welche anlässlich des Weltcups in La Clusaz als erste Schweizer Männer-Staffel ein Weltcup-Rennen gewinnen konnte.
Die Tour de Ski 2010/11 beendete er auf dem 22. Platz in der Gesamtwertung. Bei der nordischen Skiweltmeisterschaft 2011 in Oslo belegte er den 37. Platz im 50-km-Massenstartrennen, den 33. Rang im 30-km-Verfolgungsrennen und den neunten Rang mit der Staffel. Bei der Schweizer Skilanglaufmeisterschaft 2011 in Bex holte er Bronze über 15 km Freistil und Silber im 20-km-Verfolgungsrennen. Im März 2011 gewann Fischer den Engadin Skimarathon. Im folgenden Jahr siegte er beim Gommerlauf über 30 km Freistil. Die Tour de Ski 2012/13 schloss er auf dem 29. Platz in der Gesamtwertung ab. Bei der nordischen Skiweltmeisterschaft 2013 im Val di Fiemme kam er auf den 34. Platz über 15 km Freistil und den sechsten Rang mit der Staffel. Den 22. Rang im 50-km-Massenstartrennen und den siebten Platz mit der Staffel errang er bei den Olympischen Winterspielen 2014 in Sotschi. Er beendete nach der Saison seine Karriere.

## Sonstiges
Neben dem Skilanglauf betreibt Remo Fischer auch Orientierungslauf und Skiorientierungslauf. Er konnte in der Juniorenklasse mehrfach Medaillen auf nationaler Ebene gewinnen.

## Erfolge

### Weltcupsiege im Team
| Nr. | Datum             | Ort       | Disziplin           |
| --- | ----------------- | --------- | ------------------- |
| 1.  | 19. Dezember 2010 | La Clusaz | 4 × 10 km Staffel 1 |

### Siege bei Continental-Cup-Rennen
| Nr. | Datum             | Ort                     | Disziplin                 | Serie    |
| --- | ----------------- | ----------------------- | ------------------------- | -------- |
| 1.  | 20. Dezember 2006 | Hochfilzen              | 10 km Freistil            | Alpencup |
| 2.  | 20. Dezember 2008 | St. Ulrich am Pillersee | 10 km Freistil            | Alpencup |
| 3.  | 19. Dezember 2009 | Hochfilzen              | 10 km Freistil            | Alpencup |
| 4.  | 19. Februar 2011  | Campra                  | 10 km Freistil            | Alpencup |
| 5.  | 16. März 2014     | Valdidentro             | 15 km Verfolgung Freistil | Alpencup |

### Siege bei Worldloppet-Cup-Rennen
Anmerkung: Vor der Saison 2015/16 hiess der Worldloppet Cup noch Marathon Cup.
| Nr. | Datum         | Ort            | Rennen              | Disziplin                  |
| --- | ------------- | -------------- | ------------------- | -------------------------- |
| 1.  | 13. März 2011 | Maloja–S-chanf | Engadin Skimarathon | 42 km Freistil Massenstart |

### Sonstige Siege bei Skimarathon-Rennen
- 2012 Gommerlauf, 30 km Freistil

## Teilnahmen an Weltmeisterschaften und Olympischen Winterspielen

### Olympische Spiele
- 2006 Turin: 7. Platz Staffel, 21. Platz 50 km Freistil Massenstart, 36. Platz 30 km Verfolgung
- 2010 Vancouver: 10. Platz Staffel, 15. Platz 15 km Freistil, 44. Platz 30 km Verfolgung
- 2014 Sotschi: 7. Platz Staffel, 22. Platz 50 km Freistil Massenstart

### Nordische Skiweltmeisterschaften
- 2005 Oberstdorf: 15. Platz Staffel, 16. Platz 15 km Freistil, 46. Platz 30 km Verfolgung
- 2007 Sapporo: 12. Platz Teamsprint Freistil, 45. Platz 15 km Freistil
- 2009 Liberec: 7. Platz Staffel, 19. Platz 50 km Freistil Massenstart, 48. Platz 30 km Verfolgung
- 2011 Oslo: 9. Platz Staffel, 33. Platz 30 km Verfolgung, 37. Platz 50 km Freistil Massenstart
- 2013 Val di Fiemme: 6. Platz Staffel, 34. Platz 15 km Freistil

## Platzierungen im Weltcup

### Weltcup-Statistik
Die Tabelle zeigt die erreichten Platzierungen im Einzelnen.
- 1.–3. Platz: Anzahl der Podiumsplatzierungen
- Top 10: Anzahl der Platzierungen unter den ersten zehn
- Punkteränge: Anzahl der Platzierungen innerhalb der Punkteränge
- Starts: Anzahl gelaufener Rennen in der jeweiligen Disziplin
- Hinweis: Bei den Distanzrennen erfolgt die Einordnung gemäss FIS.

| Platzierung         | Distanzrennen a | Distanzrennen a | Distanzrennen a | Distanzrennen a | Distanzrennen a | Skiathlon Verfolgung | Sprint | Etappen- rennen b | Gesamt | Team c | Team c  |
| Platzierung         | ≤ 5 km          | ≤ 10 km         | ≤ 15 km         | ≤ 30 km         | > 30 km         | Skiathlon Verfolgung | Sprint | Etappen- rennen b | Gesamt | Sprint | Staffel |
| ------------------- | --------------- | --------------- | --------------- | --------------- | --------------- | -------------------- | ------ | ----------------- | ------ | ------ | ------- |
| 1. Platz            |                 |                 |                 |                 |                 |                      |        |                   |        |        | 1       |
| 2. Platz            |                 |                 |                 |                 |                 |                      |        |                   |        |        |         |
| 3. Platz            |                 |                 |                 |                 | 1               |                      |        |                   | 1      |        |         |
| Top 10              |                 | 1               | 3               | 1               | 1               |                      |        |                   | 6      |        | 13      |
| Punkteränge         |                 | 2               | 11              | 4               | 4               | 9                    |        | 3                 | 33     |        | 18      |
| Starts              | 9               | 4               | 31              | 9               | 4               | 28                   | 15     | 7                 | 107    |        | 18      |
| Stand: Karriereende |                 |                 |                 |                 |                 |                      |        |                   |        |        |         |

### Weltcup-Gesamtplatzierungen
| Saison  | Gesamt | Gesamt | Distanz | Distanz |
| Saison  | Punkte | Platz  | Punkte  | Platz   |
| ------- | ------ | ------ | ------- | ------- |
| 2004/05 | 8      | 129.   | 8       | 82.     |
| 2005/06 | 5      | 160.   | 5       | 118.    |
| 2006/07 | 45     | 77.    | 45      | 45.     |
| 2007/08 | 106    | 60.    | 106     | 36.     |
| 2008/09 | 26     | 114.   | 26      | 67.     |
| 2009/10 | 75     | 76.    | 75      | 44.     |
| 2010/11 | 104    | 59.    | 62      | 44.     |
| 2011/12 | 68     | 73.    | 68      | 46.     |
| 2012/13 | 46     | 84.    | 38      | 61.     |
| 2013/14 | 27     | 113.   | 27      | 67.     |